# Von Born
von Born är en svensk och finländsk adlig ätt som härstammar från en patriciersläkt från Stralsund i Pommern, som är känd sedan 1500-talet.

## Historik
I Finland var släkten knuten till de östnyländska storgodsen Gammelbacka och Sarvlax. Den erhöll 1750 tysk riksadlig värdighet, och naturaliserades 1772 på Svenska riddarhuset (adliga ätten nr 2083.). 1818 immatrikulerades den i Finland. (Finländska adliga ätten nr 153.). I Finland utgick ätten helt 1956. I Sverige har ätten varit utgången på manssidan sedan 1975.
Släkten flyttade in till Finland 1763 med löjtnanten Carl Bernhard von Born (1734–90) och blev 1864 friherrlig med en sonson till denne, ämbetsmannen Johan August von Born (1815–78). (Finländska friherrliga ätten nr 47.). (Sonen Viktor Magnus von Born (1851–1917) är känd som en patriotisk rättskämpe och den sista lantmarskalken i Nordens historia. Även dennes son Ernst von Born (1885–1956) var en känd finländsk politiker.
En av Viktor Magnus von Borns systrar var Hanna Maria Palme (1861–1959), som genom sitt äktenskap 1883 med Sven Palme flyttade till Sverige och blev mor till historikern Olof Palme och farmor till statsministern Olof Palme. Hanna var dotterdotters dotter till biskopen Frans Michael Franzén.
Ätten bestod 2013 av tre systrar, vilka var svenska adelsdamer och finländska friherrinnor. En av dessa var Stockholmsförfattaren Heidi von Born (född 1936, avliden 2018), som även hade två systrar i Sverige.